# Schepper (Rad des Tijds)
De Schepper is een begrip uit de boekenserie Het Rad des Tijds van de Amerikaanse auteur Robert Jordan. Deze serie gaat over de avonturen van Rhand Altor en zijn vrienden. Rhand is de Herrezen draak. Hij heeft daarom de plicht de wereld van de ondergang te redden.

## Rad des tijds
De schepper is een soort oerkracht binnen het universum. Hij heeft het rad des tijds geplaatst binnen het universum. Dit rad beheerst de levens in het universum, dit doet hij door het weven van het grote Patroon. Dit is het weefsel van de eeuwen, want het rad draait zeven eeuwen om daarna weer op nieuw te beginnen. 

## De Duistere
De duistere is een soort tegenovergestelde van de schepper. Hij probeert het rad te beroeren, en zo de wereld te herscheppen, zodat de wereld een oord wordt van verdoemenis en ellende. Daarom heeft de schepper de duistere gekerkerd buiten het universum. Alleen door een paar Aes Sedai in de Eeuw der Legenden is dit fout gegaan. Deze hebben een boring gedaan in de kerker. Op deze manier is het voor de duistere mogelijk om de wereld te beroeren.